# Книвел, Ивел

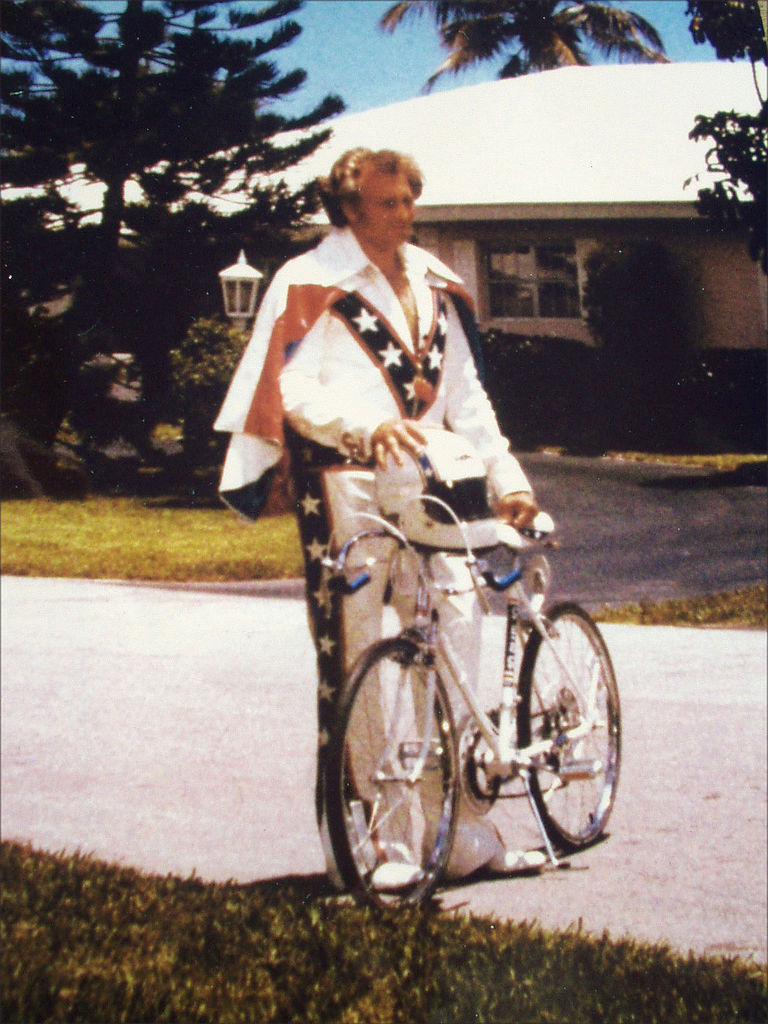
Ивел Книвел в Форт-Лодердейл, 1970-е гг.

Ро́берт Крейг «И́вел» Кни́вел (англ. Robert Craig «Evel» Knievel [ˈiːvəl kɨˈniːvəl]; 17 октября 1938, Бьютт, Монтана — 30 ноября 2007, Клируотер, Флорида) — американский исполнитель трюков, получивший мировую известность благодаря своим рискованным трюкам на мотоцикле.

## Карьера
Книвел родился в 1938 году в г. Бьютт, штат Монтана. В годы молодости он был талантливым спортсменом и принимал участие в соревнованиях по прыжкам на лыжах с трамплина. До начала своей карьеры трюкача Книвел также работал бурильщиком и страховым агентом.
Свои трюки на мотоцикле Книвел стал исполнять с 1966 года. Как ни странно, два наиболее известных прыжка Книвела, благодаря которым он снискал известность, были неудачными. Первый из них — прыжок на мотоцикле через фонтаны Сизарс-пэласа в Лас-Вегасе в 1968 году. Хотя Книвелу удалось перелететь через фонтаны, при приземлении он получил серьёзные травмы, упав с мотоцикла, в результате чего пролежал в коме 29 дней. Второй трюк — печально известный прыжок через каньон реки Снейк, который прошёл неудачно из-за дефекта парашюта.
В 1975 году Книвел совершил прыжок на мотоцикле через 13 двухэтажных автобусов в Лондоне, однако получил травмы из-за неудавшегося приземления. Среди известных удачных трюков Книвела — прыжок через 50 автомобилей в Лос-Анджелесе, прыжок через 13 грузовиков на Канадской национальной выставке, прыжок через 14 автобусов в Огайо и многие другие. Всего за свою карьеру в результате многочисленных падений, по некоторым данным, он сломал около 40 костей, получив в общей сложности 433 перелома.
Свои выступления Книвел прекратил в начале 1980-х. Тогда же он начал поддерживать карьеру своего сына, Робби Книвела, пошедшего по стопам отца. Ивел Книвел скончался 30 ноября 2007 года в Клируотер от острой дыхательной недостаточности в возрасте 69 лет.

## Образ в кинематографе
В фильме «Ивел Книвел» (1971) роль Книвела исполнил актёр Джордж Хэмилтон.
Также, в фильме «Армагеддон» (реж. Майкл Бэй) в диалоге с героем Бена Аффлека, на астероиде, был упомянут Ивел Книвел, перед тем, как совершить "прыжок через каньон".